# Soós Ernő
Soós Ernő (Becsehely, 1944. szeptember 14. – Kaposvár, 2013. szeptember 20.[forrás?]) vegyészmérnök, környezetvédelmi szakmérnök és fejlesztőmérnök. A nagykanizsai Víztechnológiai Kutatóközpont (Pannon Egyetem Mérnöki Kar - Hidrofilt Kft. Soós Ernő Víztechnológiai Kutatóközpont Nagykanizsa) névadója.

## Élete
A  Pannon Egyetemen (korábban Veszprémi Egyetem) szerzett diplomát vegyészmérnökként 1968-ban, majd környezetvédelmi szakmérnökként 1980-ban. Termelő üzemekben helyezkedett el, de mindenütt kitűnt innovatív gondolkodásával. Az adott cégek fejlesztési munkáját rendszerint vezetőként irányította, és számos szabadalom kötődik a nevéhez.
Értékrendjében első helyen állt a tudomány, a ráció tisztelete. Feladatainak elvégzésében mindig a legmagasabb szintű tudományos igényesség és alaposság jellemezte. Széles körű műveltségével, szinte polihisztori tudásával, stabil értékrendjével, optimista világlátásával, inspiráló személyiségével mély benyomást tett mindazokra, akik együtt dolgoztak vele.

## Tanulmányai
- 1962: Nagykanizsai Olajipari Technikum – érettségi
- 1968: Veszprémi Vegyipari Egyetem szilikátkémiai szakán vegyészmérnöki diploma
- 1980: Veszprémi Vegyipari Egyetem környezetvédelmi szakon szakmérnöki diploma

Egyéb: projektmenedzselés, minőségfejlesztés, 6 Sigma módszerek alkalmazása.

## Szakmai munkájának főbb állomásai
1968–1970. Olaj és Gázipari Kutató Labor. Budapest és Nagykanizsa. Beosztása: Kutatómérnök. A Ribbon Üveggyár építése.
1970–1974. Tungsram RT. Budapest és Nagykanizsa. Beosztása: tervezés projektvezető. Aktív közreműködésével került felállításra az új lámpaüveggyár elsőként Magyarországon. Később ennek az üzemnek a vezetője lett.
1974–1987. Nagykanizsai Finommechanikai Vállalat (későbbi nevén Hidroplasztik Kft.). Beosztása: tervezési és fejlesztési osztályvezető.
Életének egyik legfontosabb, legaktívabb részét itt töltötte a vízkezelési szakterületen, amit hivatásának tekintett. Ottani munkásságának köszönhetően jött létre az a fejlesztő üzem, amely ma is példaként szolgál. Egy önálló üzemrész létesült, emeleti szintjén a korát meghaladó modern laboratóriummal, földszintjén próba berendezéseket gyártó üzemmel és próbateremmel. Az üzemrészben több mint 30 fő dolgozott fejlesztési munkákon.
1987–2004. General Electric Nagykanizsai Fényforrás Gyára.
Beosztása: gyári fővegyész, majd a kompakt fénycsőgyártás fejlesztési projekt vezetője, később műszaki főmérnöke lett.
- A kompakt fénycsőgyártás indítása (1990–1993)
- Indukciós lámpa kifejlesztése, gyártása (1994–1995)
- Az Angliában zajló elektróda nélküli fényforrás gyártmányfejlesztési program vezetője (1996)
- Izzólámpa- és autólámpagyártás intenzív technológia fejlesztése, transzferek, 6 Sigma módszerek bevezetése és alkalmazása (1997–1999).
- A GE gyárából 2004-ben nyugdíjba vonult.

2004-től szinte élete utolsó napjaiig dolgozott a Hidrofilt Kft.-nél.
Beosztása: kutatás-fejlesztési vezető, műszaki tanácsadó.
Segítségével a Hidrofilt Kft. olyan technológiai fejlesztésekre, alkalmazástechnikai ismeretekre tehetett szert, amelyek lehetővé tették, hogy vízkezelésben piacvezetővé válhasson Magyarországon, illetve Közép-Kelet-Európában.
2021. szeptember 10-én posztumusz „Nagykanizsa Megyei Jogú Város Díszpolgára” kitüntető címet kapott. 

## Szakmai eredmények

### Publikációk
- 2003 Birkner Zoltán – Soós Ernő - Genura - A világ első tényleges elektronikus lámpája (Technikatörténeti Szemle XXVI. 2003–2004).
- 1988 Practical application of ion-exchanging water purification techniques (Hungarian Technical and Economic Days).

### Szabadalmak
- 1986. 06. Berendezés savas szennyvizek közömbösítésére.
- 1988. 05. Ellenáramú ioncserélő berendezés frakcionált töltettel.
- 1988. 12. Hidromotoros folyadék szivattyú.
- 1989. 02. Eljárás növénytermesztési tápanyagok és növényvédő szerek oldatainak és diszperzióinak készítésére és öntözésre alkalmas víz előállítására.
- 1990. 07. Eljárás vizek vastalanítására és/vagy mangántalanítására.

### Díjak
- 1984. Miniszteri Kitüntetés.
- 1986. Kiváló feltaláló arany fokozat kitüntetés – Ipari Minisztérium.
- 1996. 100 éves a Tungsram érdemérem.

### Tagságok
- Gépipari és Tudományos Egyesület.
- Szilikátipari Tudományos Egyesület.
- Közreműködött a Kanizsa Felsőoktatásáért Alapítvány munkájában.

## Külső hivatkozások
- Pannon Egyetem Mérnöki Kar
- Hidrofilt Kft.
- Soós Ernő Víztechnológiai Kutatóközpont Nagykanizsa
- https://kanizsaujsag.hu/hir/202110/erdekes-emberek-erdekes-tortenetek-13-profizmusa-felbecsulhetetlen-embersege-peldaerteku